# ホスファチジルエタノールアミン-N-メチルトランスフェラーゼ
ホスファチジルエタノールアミン-N-メチルトランスフェラーゼ(phosphatidylethanolamine N-methyltransferase)は、グリセロリン脂質代謝酵素の一つで、次の化学反応を触媒する酵素である。
S-アデノシル-L-メチオニン + ホスファチジルエタノールアミン {\displaystyle \rightleftharpoons } S-アデノシル-L-ホモシステイン + ホスファチジル-N-メチルエタノールアミン
この酵素の基質はS-アデノシル-L-メチオニンとホスファチジルエタノールアミンで、生成物はS-アデノシル-L-ホモシステインとホスファチジル-N-メチルエタノールアミンである。エタノールアミン部位の水素基を3回メチル化させることで、最終的にホスファチジルコリンを生成する。
この酵素は転移酵素の一つで、特に一炭素基を転移させるメチルトランスフェラーゼである。組織名はS-adenosyl-L-methionine:phosphatidylethanolamine N-methyltransferaseで、別名にPEMT、LMTase、lipid methyl transferase、phosphatidylethanolamine methyltransferase、phosphatidylethanolamine-N-methylase、phosphatidylethanolamine-S-adenosylmethionine methyltransferaseがある。